# (37452) Spirit
(37452) Spirit ist ein Asteroid des äußeren Hauptgürtels, der am 24. September 1960 von dem niederländischen Astronomenehepaar Cornelis Johannes van Houten und Ingrid van Houten-Groeneveld entdeckt wurde. Die Entdeckung geschah im Rahmen des Palomar-Leiden-Surveys, bei dem von Tom Gehrels mit dem 120-cm-Oschin-Schmidt-Teleskop des Palomar-Observatoriums aufgenommene Feldplatten an der Universität Leiden durchmustert wurden.
Der mittlere Durchmesser des Asteroiden wird auf 4 bis 9 Kilometer geschätzt. Er gehört zur Hilda-Gruppe, das heißt, er bewegt sich in einer Bahnresonanz von 3:2 mit dem Planeten Jupiter um die Sonne. Namensgeber dieser Gruppe ist der Asteroid (153) Hilda.
(37452) Spirit wurde am 28. September 2004 nach der US-amerikanischen Raumsonde Spirit benannt, die am 4. Januar 2004 im Marskrater Gusev landete. Der Vorschlag zur Benennung der Asteroiden (37452) Spirit und (39382) Opportunity kam im Jahre 2002 von Ingrid van Houten-Groeneveld, nachdem über die Sonnenumlaufbahnen verlässliche Daten vorlagen und die Asteroiden eine Nummer erhalten hatten.